# Conophytum regale
Conophytum regale är en isörtsväxtart som beskrevs av Lavis. Conophytum regale ingår i släktet Conophytum, och familjen isörtsväxter. Inga underarter finns listade i Catalogue of Life.